# Thierry Saegeman
Thierry Saegeman (6 maart 1971) is een Belgisch bedrijfsleider. Sinds 2021 is hij CEO van energiebedrijf Engie Electrabel.

## Levensloop
Thierry Saegeman studeerde burgerlijk ingenieur aan de Universiteit Gent en Business Administration and Management aan de Vlerick Business School.
In 1995 ging hij bij energiebedrijf Electrabel aan de slag. Hij werkte onder meer in Thailand. In 1997 maakte hij de overstap naar General Electric, in 1999 keerde hij terug naar Electrabel en in 2001 ging hij bij Jan De Nul Group aan de slag. In 2003 keerde Saegeman terug naar Electrabel. Van 2010 tot 2014 werkte hij in Parijs voor moederbedrijf GDF Suez (later Engie) en van 2014 tot 2016 in Lyon als algemeen directeur van Engie-dochteronderneming Compagnie nationale du Rhône (CNR).
In 2016 werd Saegeman chief nuclear officer van Engie Electrabel en in 2020 bestuurder van Engie Electrabel en CEO van de Nuclear Business Unit. In mei 2021 werd hij in navolging van Philippe Van Troeye CEO van Engie Electrabel. In die hoedanigheid onderhandelt hij met de federale regering over de verlenging van twee van de Belgische kerncentrales van Engie.